# Episodi di Star Trek: Lower Decks (quarta stagione)
La quarta stagione della serie animata Star Trek: Lower Decks è stata trasmessa su Paramount+ dal 7 settembre al 2 novembre 2023.
| nº | Titolo originale                    | Titolo italiano                         | Pubblicazione     |
| -- | ----------------------------------- | --------------------------------------- | ----------------- |
| 1  | Twovix                              | Duevix                                  | 7 settembre 2023  |
| 2  | I Have No Bones Yet I Must Flee     | Non ho ossa ma devo scappare            | 7 settembre 2023  |
| 3  | In the Cradle of Vexilon            | La culla di Vexilon                     | 14 settembre 2023 |
| 4  | Something Borrowed, Something Green | Qualcosa in prestito, qualcosa in verde | 21 settembre 2023 |
| 5  | Empathological Fallacies            | Fallacie empatologiche                  | 28 settembre 2023 |
| 6  | Parth Ferengi's Heart Place         | Il posto del cuore                      | 5 ottobre 2023    |
| 7  | A Few Badgeys More                  | Qualche Commy di troppo                 | 12 ottobre 2023   |
| 8  | Caves                               | Caverne                                 | 19 ottobre 2023   |
| 9  | The Inner Fight                     | Lotte interne                           | 26 ottobre 2023   |
| 10 | Old Friends, New Planets            | Vecchi amici, nuovi pianeti             | 2 novembre 2023   |

## Duevix
- Titolo originale: Twovix
- Diretto da: Barry J. Kelly e Jason Zurek
- Scritto da: Mike McMahan

### Trama
Data stellare 58724.3. La Cerritos arriva sul sistema Portelo, dove il restauratore Beljo Tweekle affida loro la USS Voyager per riportarla sulla Terra dopo averne curato il restauro. Mariner, Boimler, Tendi, Rutherford e T'Lyn sono fra gli incaricati per il trasporto della nave e dei reperti in essa contenuti; da un container sfugge un petalo di un'orchidea che, finita sul teletrasporto, genera un guasto che fonde la dottoressa T'Ana e il comandante Billups in un'unica persona ibrida, "T'Illups", analogamente a quanto accadde a Tuvok e Neelix (che crearono l'ibrido "Tuvix") un decennio prima. Per una serie di sfortunate coincidenze, dovute principalmente all'imbranato Boimler, sulla Voyager si manifestano alcuni guai che accaddero all'equipaggio del capitano Janeway: un virus gigantesco che era riuscito a nascondersi attiva involontariamente gli ologrammi senzienti creati da Tom Paris e le alcove borg di Sette di Nove che assimilano il virus, gli ologrammi e infine la Voyager, facendole fare rotta verso un Cubo. 
Nel frattempo, sulla Cerritos, Freeman è alle prese con lo stesso dilemma che aflisse Janeway, ossia uccidere T'Illups per riavere i suoi ufficiali come Janeway uccise Tuvix. Sfortunatamente, l'ibrido ha accesso ai file di archivio della Voyager e, per evitare la stessa sorte di Tuvix, "tuvixizza" diversi membri dell'equipaggio con lo scopo di avere degli alleati: Freeman e il consigliere Migleemo formano "Fringleeman", Barnes e Shaxs "Shabarnes", e altri ancora. Tendi e T'Lyn riescono a nascondersi e a cercare una soluzione: l'astuta Vulcaniana riesce a imprigionare tutti gli ibridi in una cella col teletrasporto, con l'effetto collaterale di unire tutti quanti in un unico enorme blob. Le due riescono infine a separare tutti.
Sulla Voyager avviene il riscatto di Boimler che, grazie alla sua conoscenza degli ologrammi di Paris, riesce a neutralizzarli e, con l'aiuto di Rutherford, disabilita la Voyager prima che arrivi al Cubo.
Boimler, Tendi, T'Lyn e un'incredula Mariner vengono infine promossi al grado di tenente junior.
In una zona dello spazio klingon, lo sparviero Che'Ta' incrocia una navicella sconosciuta apparentemente inerme; il capitano Ma'ah ordina di non distruggerla, ma essa si anima improvvisamente, disabilita armi e difese dello sparviero e, apparentemente, lo distrugge.
- Guest star: Jon Curry (Ma'ah), Andy Richter (Beljo Tweekle), Kari Wahlgren (Key'lor), Troy Baker, Nolan North, Andy Richter, James Sie, Carl Tart.
- Nell'episodio sono contenuti numerosi fatti accaduti nella serie Star Trek: Voyager: il virus gigante appare nell'episodio della terza stagione Il virus (Macrocosm); Tuvix nell'omonimo episodio della seconda stagione; gli ologrammi di Paris, ad esempio, negli episodi Il nulla (Night) e La sposa di Chaotica (Bride of Chaotica!) della quinta stagione (dove appare Chaotica) e Fair Haven e Gli spiriti (Spirit Folk) della sesta (nelle quali compare il barista Michael Sullivan); il Clown appare nell'episodio della seconda stagione Il volto del terrore (The Thaw); infine il formaggio di Neelix, grazie ai cui batteri Rutherford disabilita la Voyager, aveva già creato grossi problemi al vascello nell'episodio della prima stagione Uno strappo alla regola (Learning Curve).

## Non ho ossa ma devo scappare
- Titolo originale: I Have No Bones Yet I Must Flee
- Diretto da: Megan Lloyd
- Scritto da: Aaron Burdette

### Trama
Un incrociatore romulano incontra la stessa misteriosa navicella che disintegrò lo sparviero klingon Che'Ta', subendo la medesima sorte.
La neo sottotenente Mariner ascolta non vista il comandante Ransom sparlare di lei con Shaxs e, rosa dalla rabbia, cerca in tutti i modi di farsi degradare: si presenta in tenuta da palestra all'hangar navette dove, assieme al comandante e al guardiamarina Gary, si dovrà recare in un serraglio alieno a liberare una coppia umana finitaci per sbaglio. Sul serraglio vengono accolti da Narj, un essere a base vegetale, che mostra loro come nello zoo le varie specie (che sono tutte pericolose) vivano felici: Mariner viene colpita da un esserino di una specie detta "moopsy" e nel contempo cerca in tutti i modi di provocare Ransom. 
Intanto, sulla Cerritos, Rutherford cerca di ottenere anch'egli la promozione per poter continuare a frequentare l'amica Tendi che, come gli altri neo tenenti, ha ottenuto una camera singola, ma i suoi tentativi sono resi vani dal guardiamarina Livik che anticipa tutte le sue mosse. Confida a Tendi di aver rifiutato altre volte la promozione solo per poter stare con lei: l'amica, commossa, chiede semplicemente al comandante Billups, che sta per promuovere Livik, se possa promuovere Rutherford per i suoi passati successi, e l'ingegnere capo l'accontenta immediatamente.
Sul serraglio, il moopsy è improvvisamente libero: a discapito dell'aspetto, è un essere micidiale che si nutre di ossa. Dopo avere ucciso Narj, Ransom e Mariner riescono a rinchiuderlo nella plancia del serraglio che, a causa dei comandi attivati dai movimenti della creatura, inizia a degradare la sua orbita. Mariner ha un confronto con Ransom, che l'accusa di aver liberato il moopsy, e scopre che in realtà il comandante non ha sparlato di lei con Shaxs, ma anzi è seriamente intenzionato a non commettere gli errori dei precedenti comandanti di Mariner, riconoscendo l'abilità della ragazza, che rivaluta il suo superiore, da lei sempre disprezzato. Ransom le ordina di prenderlo a pugni fino a fargli cadere tutti i denti, che utilizzeranno per intrappolare il moopsy, liberato – scoprono infine – dalla coppia umana ospite dello zoo allo scopo di impossessarsi della struttura.
- Guest star: Carl Clemons-Hopkins, Roan K. Lai, Nolan North, Chris Perfetti.
- Il titolo dell'episodio richiama quello del celebre racconto di fantascienza di Harlan Ellison Non ho bocca, e devo urlare (I Have No Mouth, and I Must Scream, 1967).[4][N 1]

## La culla di Vexilon
- Titolo originale: In the Cradle of Vexilon
- Diretto da: Brandon Williams
- Scritto da: Ben Waller

### Trama
Data stellare 58759.1. La Cerritos si trova a Corazonia, una megastruttura orbitante ad anello costruita da un'antica civiltà estinta. I Corazoniani hanno richiesto l'assistenza della Flotta perché il computer ambientale della stazione, una IA di nome Vexilon, ha dei problemi dovuti all'antichità del suo hardware. Mentre il capitano Freeman e il comandante Ransom cercano di raccapezzarsi con l'antico mainframe, Boimler si reca con T'Lyn e una squadra di guardiamarina ad aggiornare il generatore della IA, ma non si fida dei suoi sottoposti ed esegue il lavoro da solo.
Mariner, Tendi e Rutherford, rimasti a bordo, sono incaricati dal tenente Dirk di trovare un chip isolineare difettoso. Esasperati dal lavoro lungo e noioso, sospettando che il superiore stia praticando loro del nonnismo, utilizzano degli oggetti trovati nel "magazzino delle anomalie" per organizzare una trappola a Dirk, farlo finire nel gioco dei Wadi e guadagnare così tempo; il tenente, però, cambia improvvisamente atteggiamento e i tre, pentiti, ritornano nei loro passi. Mentre Mariner distrae Dirk, Rutherford finisce per errore nel gioco e Tendi trova il chip guasto.
Freeman causa il riavvio del supercomputer con conseguenze disastrose per l'ecosistema della megastruttura: Boimler finalmente si fida delle capacità dei guardiamarina e tutti assieme riescono a ridare energia alla IA, che infine si riavvia, aggiornata e mortificata. Il generatore, surriscaldato, esplode, quasi uccidendo Boimler, che resta ustionato.
Rientrati a bordo, mentre tutti si rilassano in sala mensa, Dirk e Ransom sghignazzano sullo scherzo fatto ai tre sottotenenti: il sospetto di nonnismo era dunque fondato.
- Guest star: Phil LaMarr (Dirk), Charlotte Nicdao (guardiamarina Meredith)
- Oltre al citato gioco dei Wadi, comparso nell'omonimo episodio della serie Star Trek: Deep Space Nine, in questa puntata appare anche una scatola regalo betazoide, già apparsa nell'episodio Haven della serie Star Trek: The Next Generation.

## Qualcosa in prestito, qualcosa in verde
- Titolo originale: Something Borrowed, Something Green[N 2]
- Diretto da: Bob Suarez
- Scritto da: Grace Parra

### Trama
Lo stesso misterioso vascello che aveva distrutto uno sparviero klingon e un falco romulano distrugge un incrociatore orioniano.
D'Vana Tendi riceve l'invito della famiglia per le nozze della sorella minore D'Erika. Mariner e T'Lyn, incuriosite dalla civiltà orioniana, accompagnano l'amica su Orione: qui scoprono che la famiglia Tendi è una delle più facoltose del Sindacato. D'Vana viene informata dai genitori che D'Erika è stata rapita: tocca a D'Vana, essendo la prime, ossia la guerriera di famiglia, trovarla. D'Vana è una delle persone più rispettate di Orione; inoltre possiede particolarmente la peculiarità delle donne orioniane, i feromoni, cosa che però a lei crea imbarazzo. Le tre rintracciano l'ex di D'Erika in un "profumario" sotterraneo: l'uomo, ancora innamorato di D'Erika, le indirizza a un cimitero di navi, dove infine la futura sposa si palesa: ha inscenato il rapimento a causa del suo rancore per D'Vana che si era arruolata nella Flotta, lasciando a lei il ruolo di prime ma non la stessa fama che circonda la sorella maggiore.
Intanto sulla Cerritos, Boimler e Rutherford hanno i primi problemi da coinquilini: in realtà sono talmente simili che litigano sugli hobby che hanno in comune. Risolvono il problema interpretando gli stessi personaggi sul ponte ologrammi. Tramite questo stratagemma aiutano il capitano Freeman in una disputa con degli alieni.
D'Erika, dopo essersi riappacificata con la sorella, infine si sposa e D'Vana, Mariner e T'Lyn fanno ritorno sulla Cerritos.
- Guest star: Ariel Winter (D'Erika Tendi)
- Questo episodio è il primo del franchise in cui appare il pianeta Orione.[7]
- Il relitto di nave che utilizzano le due Tendi, Mariner e T'Lyn per arrivare in tempo al matrimonio di D'Erika è una classe Raven, dal nome del vascello in cui i genitori di Annika Hansen studiavano i Borg.[8]

## Fallacie empatologiche
- Titolo originale: Empathological Fallacies
- Diretto da: Megan Lloyd
- Scritto da: Jamie Loftus

### Trama
La Cerritos è incaricata di scortare tre diplomatiche betazoidi sul pianeta Risa.
Le Betazoidi, con il tipico carattere esuberante della loro specie, tendono a fraternizzare con l'equipaggio che, improvvisamente, sembra privarsi di ogni inibizione. La sottotenente T'Lyn, intanto, ritiene di non aver più alcuno scopo nel restare nella Flotta e medita di far ritorno alla sua nave vulcaniana. T'Lyn sospetta che le Betazoidi abbiano la febbre Zanthi, una sindrome che fa trasmettere le loro capacità empatiche all'equipaggio: Freeman le porta in infermeria, dove la dottoressa T'Ana non trova alcun patogeno. Le Betazoidi, intuendo che il capitano le voglia mettere sotto chiave, svelano improvvisamente la loro vera identità: sono tre agenti del servizio segreto betazoide che indagano su delle misteriose distruzioni di navi. Essendo l'equipaggio compromesso, prendono facilmente il controllo della Cerritos e si dirigono verso Betazed "tagliando" per la zona neutrale romulana. L'astuta Freeman, utilizzando a suo vantaggio la telepatia delle Betazoidi, le mette l'una contro l'altra e avvisa la sicurezza capitanata da Shaxs, impegnata in una sessione di relax, che subito dopo le neutralizza facilmente giusto in tempo prima dell'ingresso in zona neutrale, dov'era in agguato un falco da guerra romulano. In realtà era T'Lyn che aveva trasmesso telepaticamente all'equipaggio e alle Betazoidi le proprie emozioni, causate dal suo allontanamento dalla flotta vulcaniana che aveva provocato una sorta di disturbo da stress con gli stessi sintomi della sindrome di Bendii: grazie all'incoraggiamento di Mariner riesce a reprimere le emozioni e a far tornare tutto alla normalità. Shaxs spiega a Boimler che, stressato, si era unito alla sicurezza pensando che fosse dedita solo a sessioni di arti marziali, che le sessioni di relax sono fondamentali per il benessere mentale. Le agenti betazoidi, mortificate, forniscono a Freeman un'immagine del letale vascello responsabile degli attacchi. T'Lyn, infine, decide di rimanere sulla Cerritos.
- Guest star: Gideon Adlon (Haubold), Rachel Dratch (Dolorex), Janelle James (Katrot), Wendie Malick (Cathiw), Jessica McKenna (Barnes), Paul Scheer (comandante romulano)

## Il posto del cuore
- Titolo originale: Parth Ferengi's Heart Place
- Diretto da: Brandon Williams
- Scritto da: Cullen Crawford

### Trama
Un vascello ferengi viene attaccato e distrutto dalla stessa misteriosa nave che sta facendo strage di navi nel quadrante. 
Data stellare 58901.5. La Cerritos raggiunge la USS Toronto a Ferenginar, dove il capitano Freeman e l'ammiraglio Vassery devono discutere con il Grande Nagus Rom, assistito da Leeta, l'ingresso dell'Alleanza Ferengi nella Federazione. L'ingenuo ammiraglio pensa di sbrigarsela in pochi minuti, ma non ha fatto i conti con la tipica avidità dei Ferengi, che fanno aggiungere clausole su clausole al contratto. Nel frattempo i quattro tenenti junior vengono incaricati di aggiornare la guida turistica federale di Ferenginar: Mariner si incarica di recensire bar e locali notturni, Boimler alberghi, mentre Tendi e Rutherford dovranno fingere di essere due sposini per sperimentare le promozioni che i Ferengi dedicano ai turisti neo-sposi. Naturalmente tutto andrà a catafascio: Mariner, ubriaca fradicia, viene coinvolta in una rissa, arrestata e liberata grazie al suo vecchio amico Quimp; in un hotel, Boimler inizia a guardare una serie TV locale da cui non riuscirà a staccarsi: verrà recuperato ore e ore dopo; Tendi e Rutherford vengono coinvolti in una serie di imbarazzanti equivoci nei quali probabilmente si accorgono di essere fatti l'uno per l'altra, ma preferiranno continuare a essere semplici amici. Infine la trattativa fra l'ammiraglio Vassery e Rom, dopo ore di stallo, viene risolta dall'astuzia di Freeman che imbroglia il Nagus (cosa positiva per un Ferengi), ottenendo il suo rispetto e la sua firma al trattato. 
- Guest star: Max Grodénchik (Rom), Chase Masterson (Leeta), Tom Kenny (Quimp)

## Qualche Commy di troppo
- Titolo originale: A Few Badgeys More
- Diretto da: Bob Suarez
- Scritto da: Edgar Momplaisir

### Trama
La Cerritos viene incaricata di indagare sulla scomparsa di una nave binaria che si sospetta essere stata attaccata dal misterioso vascello colpevole di parecchi altri attacchi. Tendi e Boimler, invece, vengono inviati sulla Terra, al Daystrom Insitute, dove vengono tenuti i computer senzienti megalomani, fra i quali le vecchie conoscenze Burro di Arachidi e AGIMUS. Quest'ultimo afferma di avere importanti informazioni riguardo all'attacco ai Binari, info che vuole riferire solo a Boimler, mentre Tendi è incaricata di assistere all'udienza per la libertà vigilata dell'exocomp, detenuta modello. In realtà le due IA stanno complottando per fuggire e tiranneggiare su un pianeta con una popolazione non evoluta, ma Burro di Arachidi viene liberata e, pentitasi delle marachelle compiute, si reca dalla sua famiglia, abbandonando AGIMUS che la raggiunge e, infine redento, rivela a Boimler che le navi scomparse non sono state distrutte, ma rubate.
Nel frattempo, la Cerritos s'imbatte nella nave di spazzini drookmani che avevano spazzato il vecchio impianto cibernetico di Rutherford con l'ologramma Commy ivi memorizzato: quest'ultimo prende facilmente possesso del vascello e danneggia gravemente la Cerritos, conoscendone le frequenze degli scudi. Rutherford e Mariner, disobbedendo agli ordini, si recano a bordo della nave drookmana: l'ologramma, sensibile all'affetto del suo creatore, si sbarazza delle sue parti buona e logica e, portando la nave a curvatura 9.9, si autotrasmette in tutto il subspazio contemporaneamente, acquisendo onniscienza: ciò gli fa capire quanto sia stato idiota fino ad allora e trascende infine a un livello quantistico superiore, lasciando Buonny, la sua parte buona, con Rutherford.
- Guest star: Jeffrey Combs (AGIMUS), Kether Donohue (Burro di Arachidi), Jack McBrayer (Commy, Buonny, Loggy[N 4])

## Caverne
- Titolo originale: Caves
- Diretto da: Megan Lloyd
- Scritto da: Ben Rodgers

### Trama
Mariner, Boimler, Tendi e Rutherford vengono riuniti per una missione sul pianeta Grottonus: da quando sono sottotenenti, i quattro si sono allontanati. Sul pianeta rimangono imprigionati in una grotta ove è presente un muschio carnivoro e le comunicazioni sono bloccate. Cercando una soluzione raccontano delle esperienze che hanno vissuto in altre grotte: Boimler racconta di quando era rimasto intrappolato in una caverna del pianeta Kyron 4 assieme al tenente Levy, un complottista emarginato dall'equipaggio. Levy riteneva che le grotte del pianeta fossero infestate di Vendoriani, cosa che alla fine si rivela vera: gli alieni mutaforma, infatti, sottoponevano i visitatori a un test sulla moralità, che infine i due passano. Rutherford racconta di quando, qualche settimana prima, si era recato con la dottoressa T'Ana sul pianeta Balkus 9 alla ricerca di una pianta curativa. In una grotta erano stati attaccati da una femmina di animale indigeno: la loro guida locale era morta subito dopo aver passato a Rutherford il suo DNA; l'ingegnere, rimasto "incinto", aveva "partorito" una bambina aliena, clone della guida. Rutherford era riuscito infine a comunicare con l'animale, che proteggeva anch'essa il suo piccolo. Mariner racconta da ultima la sua esperienza con tre guardiamarina del turno delta su una caverna del pianeta Glish: aveva fraternizzato con i sottoposti che le avevano ricordato i bei tempi dei ponti bassi.
Unendo le varie esperienze sulle grotte, i quattro riescono finalmente a trovare un modo per comunicare con la Cerritos, ma vengono fermati dal muschio, che si rivela essere intelligente e vorrebbe sentire anche un racconto di Tendi, la quale ricorda di quando erano rimasti chiusi per ore in un turboascensore subito dopo la crisi del virus alieno e si erano promessi eterna amicizia.
Sul fondo della grotta, senza farsi vedere, due Vendoriani si rivelano: tutto quanto altro non era che uno dei loro test, superato dai quattro rinnovati amici.
- Altri interpreti: Asif Ali (guardiamarina Asif), Zach Cherry (guardiamarina Amadou), Artemis Pebdani (guardiamarina Karavitus)

## Lotte interne
- Titolo originale: The Inner Fight
- Diretto da: Brandon Williams
- Scritto da: Mike McMahan

### Trama
Il capitano Freeman incarica Boimler, Tendi e T'Lyn di portare con loro sua figlia Mariner, ultimamente incline a rischiare la vita, in una missione senza pericoli su una sonda in orbita attorno al pianeta Sherbal per evitare la missione principale della Cerritos: trovare e portare al sicuro alcuni civili presi di mira dalla stessa misteriosa navicella che aveva causato la scomparsa di numerosi vascelli non appartenenti alla Flotta. Alla Cerritos tocca Nick Locarno, un ex guardiamarina espulso dall'Accademia. Mentre Rutherford si reca con la Cerritos alla ricerca di Locarno su New Axton, un pianeta senza legge, Mariner, Boimler, Tendi e T'Lyn subiscono l'attacco dello sparviero del capitano Ma'ah, ora sotto il controllo degli ufficiali dei ponti bassi, e sono costretti a teleportarsi sulla superficie. Qui incontrano i capitani e i primi ufficiali dei vascelli scomparsi in lotta fra loro per il cibo e il territorio. Mariner, dopo un primo scontro, fa amicizia con Ma'ah, a cui confida il motivo delle sue continue insubordinazioni: era amica di Sito, una promettente e benvoluta guardiamarina (dello stesso corso suo e di Locarno) che aveva perso la vita in missione, e vorrebbe restare guardiamarina per sempre come l'amica perduta. Coinvolgendo tutti gli ufficiali di tutte le specie, Mariner e Ma'ah elaborano un piano per attirare e abbordare lo sparviero. Nel frattempo, su New Axton, con uno stratagemma l'astuta Freeman ottiene dagli ostili abitanti del pianeta le info su Locarno: è lui ad aver costruito la navicella pirata e ad aver trasportato gli ufficiali delle navi scomparse su Sherbal dopo aver in qualche modo corrotto gli ufficiali inferiori, che ne avevano disabilitato le difese. Ed è sempre lui a rapire una sorpresa Mariner.
- Guest star: Robert Duncan McNeill (Nicholas "Nick" Locarno), Jon Curry (Ma'ah), Paul F. Tompkins (Vrek), Eric Bauza (Gem)
- L'episodio è il primo di due parti.

## Vecchi amici, nuovi pianeti
- Titolo originale: Old Friends, New Planets
- Diretto da: Bob Suarez
- Scritto da: May Darmon

### Trama
Mariner, catturata da Locarno, ascolta l'ex compagno allievo ufficiale dell'Accademia che le spiega cos'aveva progettato dopo la sua espulsione: una navicella, la Nova One, e una mini-flotta composta da navi non federali controllate da ufficiali inferiori e senza alcun ufficiale superiore, in una sorta di anarchia. Allo scopo si era stanziato nel sistema Detrion, protetto da un impenetrabile scudo; inoltre i Ferengi gli avevano venduto un dispositivo “Genesis” da loro creato. Mariner finge di stare al gioco, ma improvvisamente s'impossessa del Genesis e fugge su una nave di classe Steamrunner, la USS Passaro; inseguita dalla flotta ribelle, si rifugia in un campo di asteroidi ghiacciati, ma viene stanata e costretta a infilarsi in una nebulosa ionica presente nel sistema.
Nel frattempo, il capitano Freeman e il suo equipaggio, disobbedendo agli ordini, su suggerimento di Tendi si recano su Orione, unico pianeta che possiede vascelli con la potenza necessaria a incrinare lo scudo di Locarno. Qui vengono accolti da D'Erika Tendi, sorella di D'Vana, per nulla propensa ad aiutare la Flotta; dopo aver perso un duello rituale si vedono sottrarre addirittura la Cerritos, ma la generosa D'Vana offre sé stessa alla sorella, promettendole di lasciare la Flotta. Ottenuto uno scalcinato ma gigantesco cacciatorpediniere, lo trainano e lo scagliano verso lo scudo, che viene bucato il tempo sufficiente per permettere agli ufficiali superiori della Cerritos di entrare nel sistema sulla navetta privata di Freeman, lasciando la nave madre al comando di Boimler.
Mariner viene abbordata da Locarno, abbandonato infine dai complici: attiva allora il Genesis e tenta in tutti i modi di far ragionare l'amico, ricordandogli i vecchi tempi all'Accademia con Wes Crusher, Sito e Josh Albert (che morì a causa sua), ma l'uomo non demorde. Mariner viene teletrasportata giusto in tempo prima della deflagrazione del Genesis, che Locarno aveva inutilmente tentato di disinnescare: esattamente com'era avvenuto un secolo prima, un pianeta lì vicino viene così terraformato, e gli viene dato il nome dello sciagurato ex allievo.
A Freeman e al suo equipaggio viene perdonata l'insubordinazione; Tendi, per tenere fede alla promessa, abbandona la Cerritos e la Flotta. 
- Guest star: Shannon Fill (Sito Jaxa), Robert Duncan McNeill (Nicholas "Nick" Locarno), Wil Wheaton (Wesley Crusher)
- Altri interpreti: Ariel Winter (D'Erika Tendi), Phil LaMarr (Alonzo Freeman), Jessica McKenna (Barnes)
- L'episodio è il secondo di due parti.
- Nell'episodio Brad Boimler e Samanthan Rutheford dibattono a lungo sulla somiglianza tra Nick Locarno e Tom Paris, con il secondo che sostiene che i due sono praticamente identici. Lo scambio di battute è un ovvio riferimento al fatto che i due personaggi sono interpretati dallo stesso attore.